# Augusta Rozsypalová
Augusta Rozsypalová (19. února 1857 Jirkov – 23. listopadu 1925 Praha) byla československá učitelka, politička a meziválečná poslankyně Národního shromáždění za Československou stranu lidovou.

## Odkazy

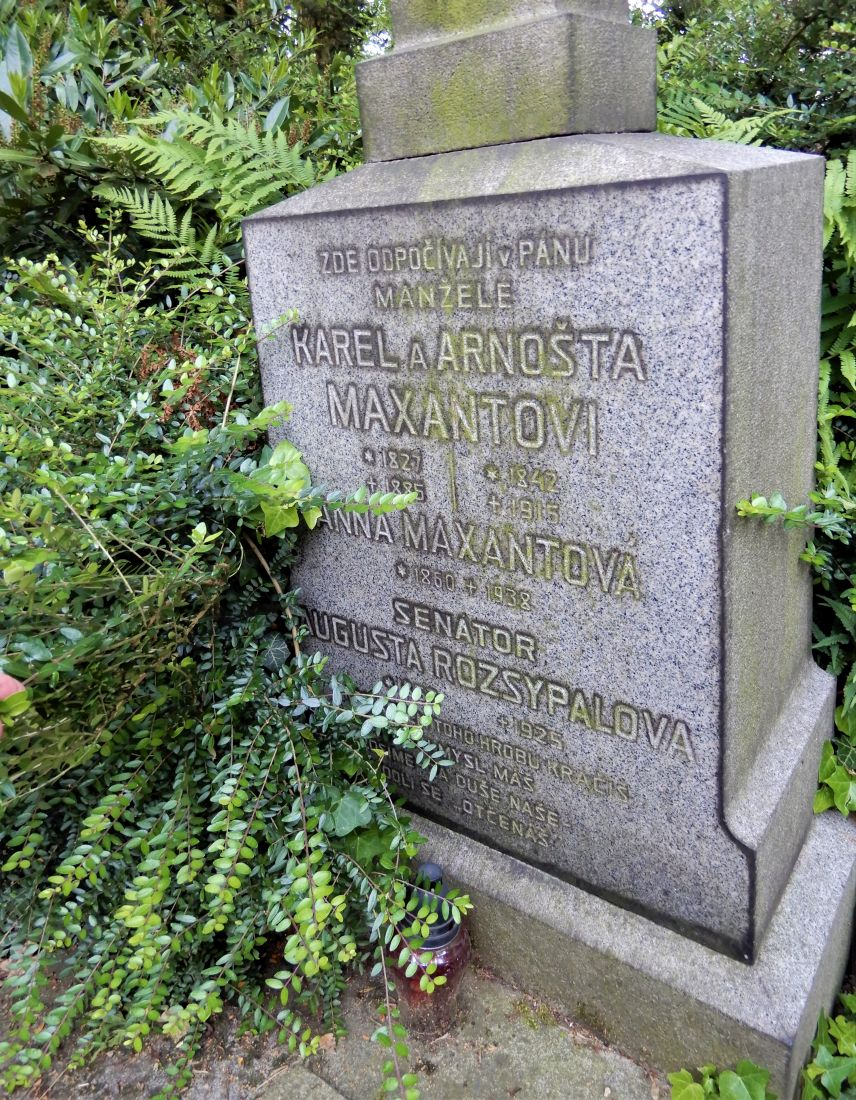
Břevnovský hřbitov, hrob senátorky Augusty Rozsypalové

## Biografie
Narodila se v malé obci na Žatecku (podle jiného zdroje v Jirkově). Ve věku deseti let osiřela a v péči o ni se střídali příbuzní.
Absolvovala kurz pro učitelky ručních prací v Lounech. Působila u voršilek v Kutné Hoře. Pak maturovala v Hradci Králové a učila v Blovicích. Byla aktivní a pořádala přednášky, divadlo a cvičila sborový zpěv. Byla proto vybrána jako učitelka na soukromý ústav Eugenum v Kladně. Později přešla na školu do Plzně. Začala se zároveň angažovat v katolických ženských spolcích. Byla jednou ze zakladatelek ženského křesťanskosociálního hnutí. V této aktivitě pokračovala i po vzniku ČSR. Podle údajů k roku 1920 byla profesí učitelkou v Plzni.
Roku 1921 stanula v čele Svazu katolických ženských spolků v Čechách, který byl později přijat do celosvětové ženské katolické ústředny Mezinárodní jednoty ženských katolických svazů. Vynikala dobročinností, z vlastních zdrojů financovala mnoho charitativních a osvětových akcí. Redigovala ženský katolický časopis Žena. Od založení Československé strany lidové (ČSL) v roce 1919 byla její členkou a funkcionářkou. Reprezentovala v ní ženskou složku. Roku 1919 byla zvolena do výkonného výboru strany.
V parlamentních volbách v roce 1920 získala poslanecké křeslo v Národním shromáždění. Coby poslankyně kritizovala rozvodový zákon a interpelovala ve věci nesouhlasu s odstraňováním křížů ze škol. Angažovala se v boji proti námezdnímu kojení. V parlamentních volbách v roce 1925 byla zvolena do senátu, ale zemřela, aniž by do horní komory nastoupila. Byla jedinou parlamentní zástupkyní lidovců během První republiky.